# Nina Holmen
Nina Holmen (Finlandia, 29 de septiembre de 1951) fue una atleta finlandesa especializada en la prueba de 3000 m, en la que consiguió ser campeona europea en 1974.

## Carrera deportiva
En el Campeonato Europeo de Atletismo de 1974 ganó la medalla de oro en los 3000 metros, con un tiempo de 8:55.10 segundos, llegando a meta por delante de la soviética Lyudmila Bragina y de la británica Joyce Smith (bronce).